# Fortezza Nuova
La Fortezza Nuova è una fortificazione di Livorno.
Rappresenta l'antico "Baluardo di San Francesco" della città pentagonale progettata da Bernardo Buontalenti ed in origine inglobava anche il "Baluardo di Santa Barbera", fino a quando non fu in parte smantellata per far posto al secondo accrescimento del quartiere della Venezia Nuova. Faceva parte del sistema difensivo posto a nord-est della città rappresentato dal simmetrico Forte San Pietro d'Alcantara e dal Rivellino di San Marco, posto tra le due fortificazioni, ove si apriva l'antica porta San Marco (piazza dei Domenicani).

## Storia

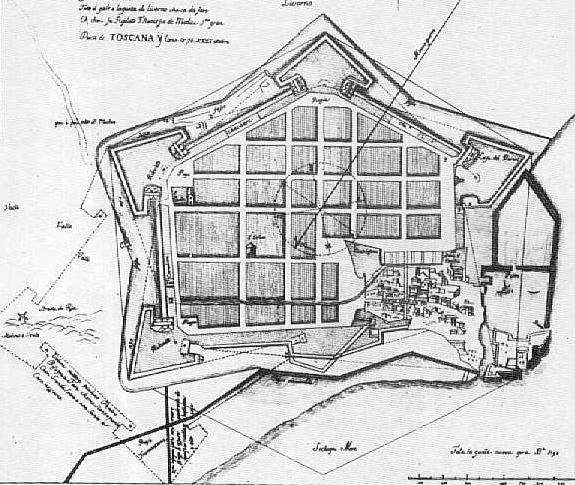
Copia del progetto di Buontalenti per la città di Livorno

La costruzione delle Fortezza Nuova risale alla fine del Cinquecento, quando l'architetto Buontalenti fu incaricato dal governo mediceo di stendere un piano per la nuova città di Livorno.
Intorno al 1576 l'architetto predispose un disegno per un abitato chiuso da una cinta muraria e da un sistema di fossi a forma pentagonale; tuttavia, il piano non indicava ancora la presenza di una fortezza vera e propria, ma si limitava al semplice tracciamento di un circuito fortificato continuo, caratterizzato da cinque bastioni ai vertici del pentagono e alla mezzeria del lato settentrionale, con il sesto ricavato dalla preesistente Fortezza Vecchia.
Nel 1577 furono avviati i lavori per la costruzione della città e del suo sistema difensivo, ma solo intorno al 1589 fu deciso di potenziare l'apparato militare con la realizzazione di quella che poi sarà chiamata Fortezza Nuova. Il progetto si deve alla collaborazione tra Buontalenti, Don Giovanni de' Medici e altri ingegneri quali Claudio Cogorano e Alessandro Pieroni.
I lavori cominciarono nel gennaio 1590 con la cerimonia del getto della prima pietra (10 gennaio 1590) adattando due bastioni del progetto buontalentiano (quello di San Francesco, rivolto verso nord - est e quello di Santa Barbara, verso nord) e terminarono nel 1607.
Tuttavia, sul finire del Seicento il complesso fu in gran parte smantellato, riducendolo al solo Bastione San Francesco, al fine di ottenere nuove aree edificabili all'interno della città e smantellando circa 2/3 della superficie originaria. 
La trasformazione portò all'edificazione di un secondo sistema difensivo adiacente alla fortezza e a protezione del quartiere della Venezia Nuova: il Forte San Pietro.
Adibita successivamente a caserma e magazzino, nel corso della seconda guerra mondiale la Fortezza Nuova fu duramente colpita dai bombardamenti aerei, che distrussero la maggior parte delle costruzioni interne.
Successivamente ospitò gli sfollati del centro cittadino, per essere trasformata, in seguito, in un grande parco pubblico, con una suggestiva veduta sui fossi e sulla piazza della Repubblica.

## Descrizione
La Fortezza Nuova si erge in mezzo ad un grande bacino d'acqua ed è collegata alla città tramite un piccolo ponte e da alcuni pontili mobili realizzati in anni recenti.
La cortina muraria, sostanzialmente intatta, presenta una forma assai complessa, con tutti gli elementi tipici dell'architettura militare del tempo, quali i fianchi ritirati concavi, le cannoniere ad intaglio ed un rivellino molto pronunciato verso lo specchio d'acqua antistante.
L'ingresso principale è protetto da un recinto difensivo sovrastato da caratteristiche torrette angolari: in origine qui era presente un ponte levatoio, sostituito poi da un passaggio in muratura. Dal recinto, una galleria conduce al fianco ritirato del bastione ed ai piani superiori del baluardo, dove sono presenti i ruderi di numerosi edifici di servizio, distrutti dagli ultimi eventi bellici ed oggi inseriti all'interno di un parco pubblico.
Vi si trovava una chiesetta per la guarnigione, consacrata alla Concezione di Maria ed officiata da un cappellano fino al 1860. Attraverso un altro cortile interno, circondato da alte cortine fornite di feritoie, si accede, mediante un'altra galleria, ad uno scalo che si affaccia su una piccola darsena alla quale arrivavano via acqua i rifornimenti per la guarnigione. Sul lato opposto si apre ancora oggi una "porta d'acqua" che dà accesso ai canali interni della città.
Fino ai primi anni del Novecento sul terrapieno al centro della fortezza era posizionato un cannone che veniva fatto sparare per annunciare il mezzogiorno, in ricordo della resistenza dei livornesi nelle giornate del maggio 1849 contro le truppe di occupazione austriache. Ancora oggi all'interno della fortezza è possibile trovare un cannone da nave, puntato verso la nuova porta San Marco.

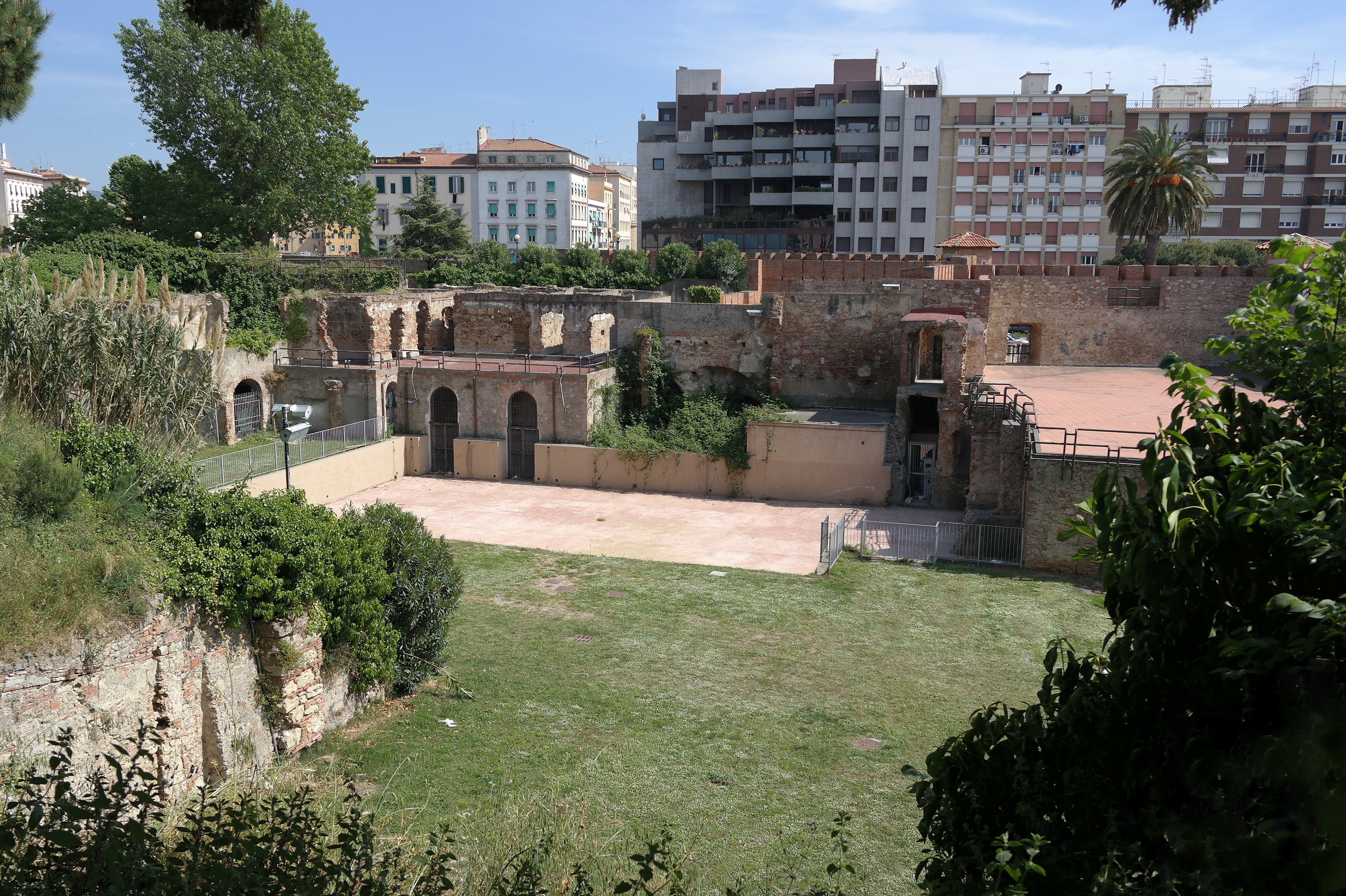
Interno della fortezza
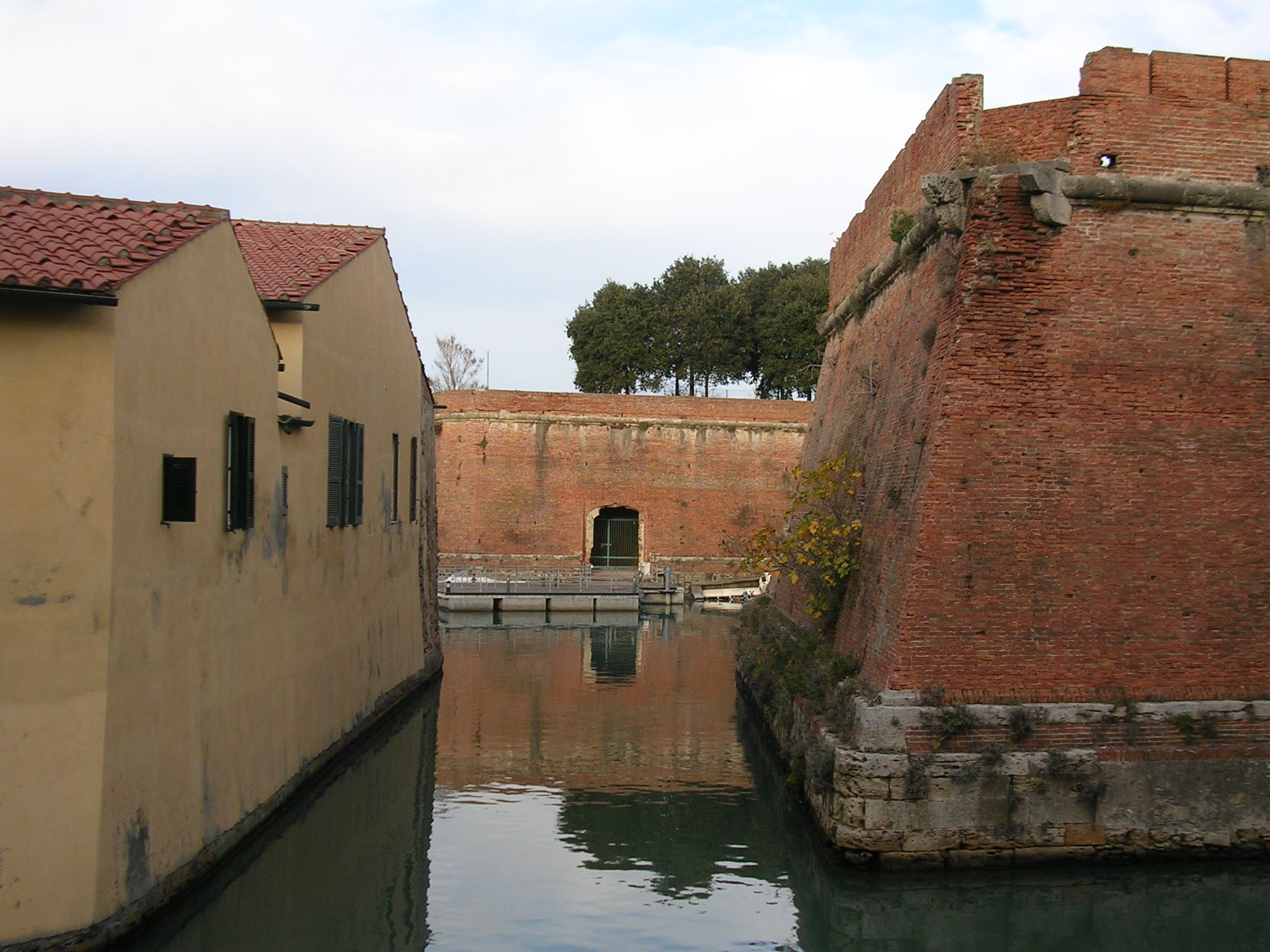
Particolare della cortina nei pressi della chiesa di Santa Caterina
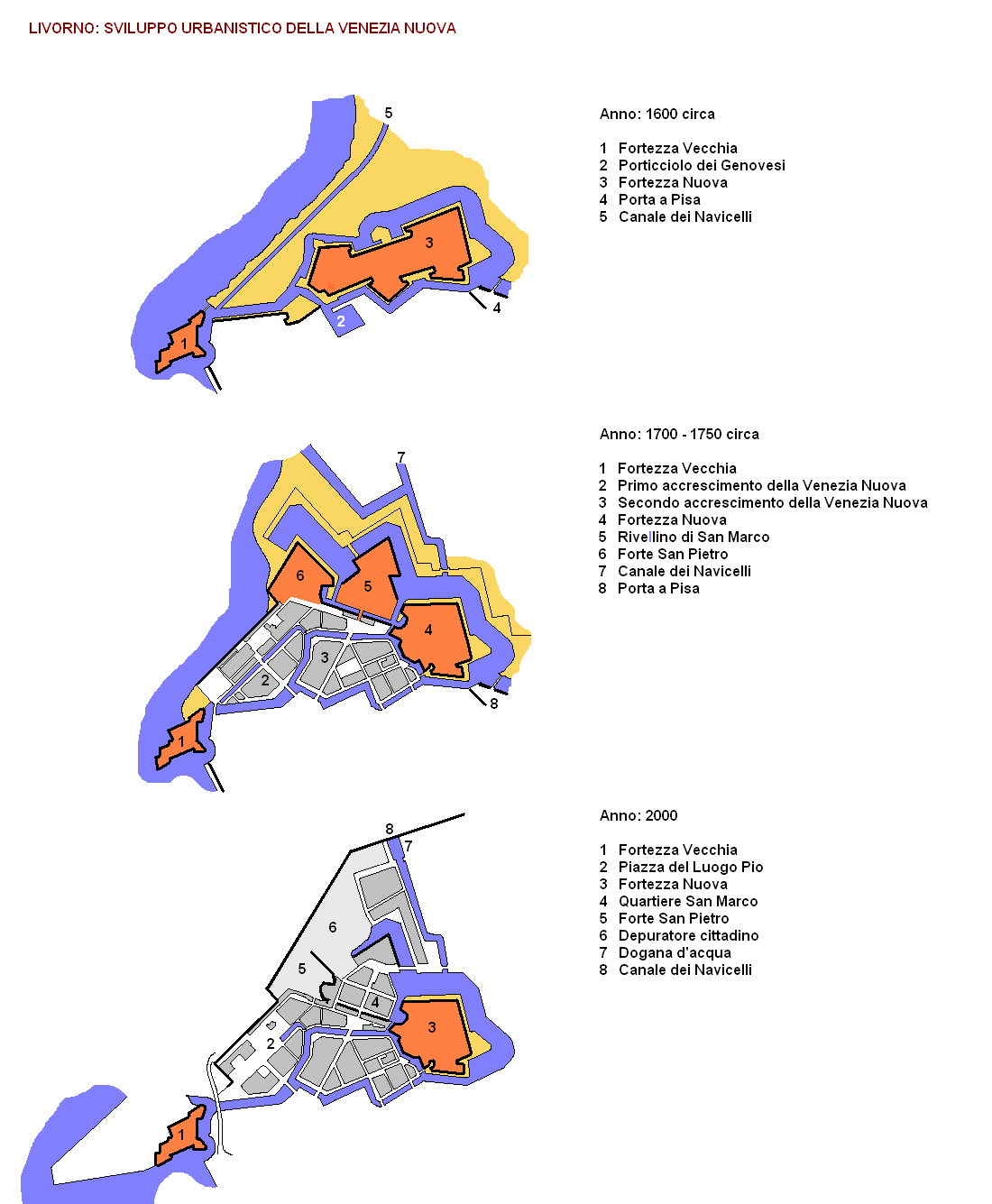
Evoluzione delle fortificazioni settentrionali